# 알렉산더의 랙타임 밴드
《알렉산더의 랙타임 밴드》(Alexander's Ragtime Band)는 미국에서 제작된 헨리 킹 감독의 1938년 영화이다. 20세기 폭스에 의해 개봉된 뮤지컬 영화이다. 타이론 파워 등이 주연으로 출연하였고 대릴 F. 자눅 등이 제작에 참여하였다.

## 출연

### 주연
- 타이론 파워
- 알리스 페이

### 조연
- 돈 아메체
- 에델 머먼
- 잭 헤일리
- 진 허숄트
- 헬렌 웨스틀리
- 존 캐러딘
- 폴 허스트
- 월리 버논
- 더글러스 포리
- 칙 챈들러
- 조셉 크레핸
- 딕시 던바
- 조 킹
- 찰스 콜맨
- 스탠리 앤드류스
- 찰스 윌리엄스
- 제인 존스
- 오토 프라이즈
- 멜 칼리쉬
- 셀머 잭슨
- 도널드 더글러스

## 기타
- 협력프로듀서: 해리 조 브라운
- 미술: 버나드 헤즈브런
- 미술: 보리스 레벤
- 의상: 그웬 웨이크링